# Yoshio Sakamoto
Yoshio Sakamoto (nascido em 23 de julho de 1959) é um designer, diretor e produtor de jogos eletrônicos japonês da empresa Nintendo, onde trabalha desde 1982. Ele foi responsável por dirigir e produzir diversos jogos da série Metroid.

## Carreira
Sakamoto é um membro fundamental no desenvolvimento da série Metroid. Sakamoto cresceu com os brinquedos da Nintendo, que ele considerava inventivos. A empresa o contratou em 1982, quando se formou na faculdade de arte. Seus primeiros projetos na Nintendo foram o design de pixel art para o jogo portátil Donkey Kong e o jogo de arcade Donkey Kong Jr. Ele se voltou para o Nintendo Entertainment System posteriormente, para o qual projetou os jogos Wrecking Crew, Balloon Fight e Gumshoe.
Sakamoto criou personagens para Metroid (sob o pseudônimo 'Shikamoto') e foi designer de jogos em Kid Icarus. Ele também dirigiu e escreveu os jogos Super Metroid, Metroid Fusion, Metroid: Zero Mission, Metroid: Other M, e foi o produtor de Metroid: Samus Returns e Metroid Dread. O trabalho de design de Sakamoto também é encontrado em vários outros jogos da Nintendo, incluindo Balloon Kid (1990), Game & Watch Gallery (1997), Wario Land 4 (2001), Super Smash Bros. Melee (2001) e WarioWare. Ele é um dos membros mais proeminentes da antiga divisão de Pesquisa e Desenvolvimento 1 da Nintendo.
Sakamoto afirmou que deseja corresponder às expectativas públicas da Nintendo de oferecer produtos similarmente únicos aos de sua juventude, descrevendo a WarioWare como um exemplo. Em relação ao seu relacionamento profissional com o produtor da Nintendo, Shigeru Miyamoto, ele acredita que sua missão não é competir, mas "sempre apresentar algo muito diferente do que o Sr. Miyamoto provavelmente fará".

## Trabalhos
| Ano  | Título do jogo                                     | Crédito(s)                                       |
| ---- | -------------------------------------------------- | ------------------------------------------------ |
| 1982 | Donkey Kong                                        | Designer Gráfico                                 |
| 1982 | Donkey Kong Jr.                                    | Designer Gráfico                                 |
| 1983 | Snoopy                                             | Designer Gráfico                                 |
| 1983 | Mario's Bombs Away                                 | Designer Gráfico                                 |
| 1984 | Balloon Fight                                      | Designer Gráfico                                 |
| 1984 | Wrecking Crew                                      | Designer                                         |
| 1986 | Gumshoe                                            | Designer                                         |
| 1986 | Metroid                                            | Designer                                         |
| 1986 | Kid Icarus                                         | Designer de jogo                                 |
| 1987 | Nakayama Miho no Tokimeki High School              | Diretor, designer e roteirista                   |
| 1988 | Famicom Tantei Club: Kieta Kōkeisha                | Roteirista                                       |
| 1989 | Famicom Tantei Club Part II: Ushiro ni Tatsu Shōjo | Roteirista                                       |
| 1990 | Balloon Kid                                        | Diretor                                          |
| 1992 | X                                                  | Diretor                                          |
| 1992 | Kaeru no Tame ni Kane wa Naru                      | Roteirista                                       |
| 1994 | Super Metroid                                      | Diretor                                          |
| 1995 | Teleroboxer                                        | Diretor                                          |
| 1997 | Game & Watch Gallery                               | Assessor                                         |
| 1998 | Game Boy Camera                                    | Additional Staff                                 |
| 2000 | Trade & Battle: Card Hero                          | Diretor, designer e roteirista                   |
| 2001 | Wario Land 4                                       | Supervisor                                       |
| 2002 | Metroid Fusion                                     | Diretor-chefe, roteirista                        |
| 2003 | Wario World                                        | Assessor                                         |
| 2003 | WarioWare, Inc.: Mega Party Game$!                 | Supervisor                                       |
| 2004 | WarioWare: Twisted!                                | Produtor                                         |
| 2004 | WarioWare: Touched!                                | Produtor, designer                               |
| 2004 | Metroid: Zero Mission                              | Diretor                                          |
| 2006 | WarioWare: Smooth Moves                            | Produtor, designer                               |
| 2006 | Rhythm Tengoku                                     | Produtor, designer                               |
| 2007 | Picross DS                                         | Supervisor                                       |
| 2007 | Kousoku Card Battle: Card Hero                     | Supervisor                                       |
| 2008 | Rhythm Heaven                                      | Produtor geral                                   |
| 2009 | WarioWare: D.I.Y.                                  | Produtor                                         |
| 2009 | Tomodachi Collection                               | Produtor                                         |
| 2010 | Metroid: Other M                                   | Diretor, produtor                                |
| 2011 | Rhythm Heaven Fever                                | Produtor geral                                   |
| 2012 | Kiki Trick                                         | Supervisor                                       |
| 2013 | Game & Wario                                       | Produtor, designer                               |
| 2013 | Tomodachi Life                                     | Produtor                                         |
| 2015 | Rhythm Heaven Megamix                              | Produtor geral                                   |
| 2016 | Miitomo                                            | Produtor                                         |
| 2016 | Metroid Prime: Federation Force                    | Assessor especial                                |
| 2017 | Metroid: Samus Returns                             | Produtor                                         |
| 2021 | Famicom Detective Club: The Missing Heir           | Designer original, cenário, Supervisor, Produtor |
| 2021 | Famicom Detective Club: The Girl Who Stands Behind | Designer original, cenário, Supervisor, Produtor |
| 2021 | Metroid Dread                                      | Produtor                                         |